# 로키산 홍반열
로키산 홍반열(-山紅斑熱, Rocky Mountain spotted fever, RMSF, blue disease)은 미국 내에서 가장 치명적이면서 가장 흔히 보고되는 리케차 병이다.

## 역사
로키산 홍반열은 1896년 아이다호주의 스네이크 리버 계곡에서 처음 인지되었으며, 처음에는 발진의 특징 때문에 흑색 홍역(black measles)이라 불렀다. 이것은 무서운 질병으로, 이 지역의 수천 명의 사람들에게 영향을 미칠 정도로 매우 치명적이었다. 1900년대 초, 해당 지역의 질병이 미국의 일부 지역으로까지 퍼져나가게 되었는데 북쪽으로는 워싱턴주, 아이다호주, 몬태나주로까지, 남쪽으로는 캘리포니아주, 애리조나주, 뉴멕시코주에 이르게 되었다.

## 증상
- 발열
- 구역질
- 구토
- 심각한 두통
- 근육통
- 거식증
- 이하선염 (일부의 경우. 희귀함.)

이후의 증상은 다음과 같다:
- 반구진 발진
- 점상출혈 발진
- 복통
- 관절통
- 결막염
- 건망증

## 병인

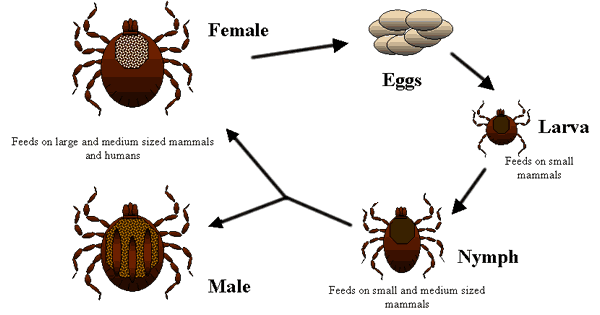
Dermacentor variabilis와 Dermacentor andersoni (참진드기과) 진드기의 생활 주기.

모든 리케차 감염병처럼 로키산 홍반열은 인수공통감염병으로 분류된다. 인수공통감염병은 인간에게 전이될 수 있는 짐승의 질병이다. 일부 인수공통감염병은 동물 숙주로부터 사람 숙주로 전이될 수 있는 모기, 진드기, 벼룩과 같은 매개체가 필요하다. 로키산 홍반열의 경우 진드기는 자연 숙주이며, 로키산홍반열리케치아의 병원소 및 매개체 역할을 둘 다 한다. 진드기는 주로 물기(bite)를 통해 생물을 척추동물에게 전이한다.

## 진단
로키산 홍반열 환자에게는 혈소판 감소증, 저나트륨혈증, 간 효소치 증가를 포함할 수 있다.

## 치료
독시사이클린(테트라사이클린, 성인의 경우 12시간마다 100 밀리그램, 45kg 미만 어린이의 경우 날마다 체중의 4 mg/kg만큼 두 번 나누어서)이 로키산 홍반열 환자가 선택하는 약이다. 발열이 진정된 후 임상적 개선의 분명한 증거가 있을 때까지 적어도 3일 간 치료를 계속하는 것이 좋다.
클로람페니콜은 특히 임신부에게 로키산 홍반열의 치료를 위해 사용할 수 있는 대안이 되는 약이다. 그러나 이 약은 여러 부작용이 있을 수 있으며 주의 깊은 혈당치의 감시가 요구될 수 있다.

## 역학
로키산 홍반열은 미국에서만 해마다 500~2500건의 사례가 있으며, 약 20% 정도가 진드기에 의한 것이다.